# Gongmin Wang
König Gongmin Wang (koreanisch 공민왕) (* 23. Mai 1330 in Kaesŏng, Königreich Goryeo; † 27. Oktober 1374 in Kaesŏng,  Goryeo) war während seiner Regierungszeit von 1351 bis 1374 der 31. König des Goryeo-Reiches und der Goryeo-Dynastie (고려왕조) (918–1392).

## Leben
Gongmin Wang war der zweitgeborene Sohn von König Chungsuk Wang (충숙왕) und seiner ersten Frau Königin Gongwon (공원), die dem mongolischen Namyang Hong Clan entstammte. Zu seiner Geburt bekam Gongmin Wang den Namen Wang Jeon (왕전) verliehen und wurde während seiner Kindheit Wang Gi (왕기) genannt. König Gongmin Wang hatte sieben Frauen, von denen die ersten beiden, Indeok des mongolischen Borjigin Clans (인덕) und Sunjeong des Goksan Han Clans (순정), Königinnen wurden. Alle Ehen und Beziehungen blieben bis auf die mit seiner letzten Frau, der Konkubine Ban-Ya (반야), kinderlos. Mit letzterer hatte er einen Sohn, der ihm nach seinem Tod als König U Wang (우왕) auf den Thron folgte.
Früh als Kind wurde er zum Großprinzen von Gangneung (강릉) ernannt und 1341 im Alter von elf Jahren an den Hof der Yuan-Dynastie geschickt. Dort wurde er auch mit seiner ersten Frau, Königin Indeok, verheiratet. Nachdem König Chungjeong Wang (충정왕) im Jahr 1351 entthront wurde, sandte der Herrscher des Mongolenreiches ihn zurück an den Hof Goryeos, um dort die Regentschaft zu übernehmen.
Zu der Zeit, als König Gongmin Wang den Thron Goryeos bestieg, befand sich die Macht der Yuan-Dynastie im Untergang begriffen und wurde ab 1368 durch die Ming-Dynastie abgelöst. Das dadurch zwischenzeitlich entstandene Machtvakuum nutzte König Gongmin Wang geschickt aus und löste einerseits Goryeo aus der Bindung zur Yuan-Dynastie heraus, indem er die Pro-Yuan-Fraktion aus der Regierung entfernte, das seinerzeit an die Mongolen abgegebene nördliche Territorium militärisch zurückeroberte und anderseits den mächtigen Familien Goryeos Macht und Einfluss entzog. Ein Machtkampf entstand und die Yuan-Dynastie versuchte mit Hilfe von Getreuen König Gongmin Wang vom Thron entfernen zu lassen. Doch er setzte sich durch und signalisierte der 1368 gegründeten Ming-Dynastie Wohlwollen, was ihm außenpolitisch half, sich auf die Innenpolitik konzentrieren zu können. Er startete tiefgreifende Reformen, zu denen unter anderem die Wiederherstellung des Buddhismus im Lande gehörte und die Land- und Grundbesitzreform. Doch reiche und mächtige Familienklans sorgten dafür, dass er sein Vorhaben nicht weiterführen konnte, und ließen ihn zusammen mit einem Mönch, dem er einen wichtigen Posten zur Umsetzung seiner Vorhaben in der Regierung verschaffte, im Oktober 1374 ermorden.

## Unter der Kontrolle der Mongolen
Wie schon seine Vorväter musste Gongmin Wang und alle Männer, angefangen vom König bis hinunter zu einfachen Bürgern im Gorgeo-Reich den mongolischen Haarstil tragen, bei dem das vordere Haar gänzlich entfernt wurde und am hinteren Teil des Kopfes ein geflochtener Zopf getragen wurde. Ebenso war es Pflicht mongolische Kleidung zu tragen, die mongolische Sprache zu sprechen und die jungen Prinzen des Hofes zur Ausbildung in das mongolische Reich zu senden.
Mit Gongmin Wangs Vorfahren König Chungnyeol Wang 충렬왕 begann auch die Pflicht der Könige Goryeos mongolische Namen zu verwenden. So wie für frühere Könige, durften nun ab 1274 die Silben jo (조) für Stammvater und jong (종) für Vorfahren, um einen posthumen „Tempelnamen“ für die Könige zu kreieren, nicht mehr verwendet werden. Stattdessen mussten die Namen der Könige mit dem Präfix chung (충) versehen werden, um damit den Geist der Loyalität gegenüber der Yuan-Dynastie auszudrücken. Den Zusatz wang (왕), als Zeichen für König, musste hinter dem Namen gesetzt werden.
Mit der Macht der Mongolen über das Goryeo-Reich waren dessen Könige für knapp 80 Jahre nicht mehr unabhängige Herrscher ihres Königreichs, sondern wurden als Schwiegersöhne fest in die Struktur der Yuan-Dynastie integriert. Dies änderte sich erst mit König Gongmin Wang, der es schaffte, Goryeo von der Herrschaft der Mongolen zu befreien.